# 中央大區 (布基納法索)
中央大區（法語：Centre）是布基納法索十三個大區之一，位於該國中部。面積2,805平方公里。2006年人口1,523,980人。首府瓦加杜古也是國家的首都。
本區下轄獨一省，即卡焦戈省。